# Ausländerrecht
Das Ausländerrecht bzw. Fremdenrecht ist ein Teil des besonderen Ordnungsrechts, das im Kern die Einreise und den Aufenthalt von Menschen regelt, die nicht die Staatsangehörigkeit des Aufenthaltsstaates besitzen. Regelungen, die nicht an die Staatsangehörigkeit, sondern nur an andere Merkmale (wie etwa den Wohnsitz) anknüpfen, fallen hingegen nicht unter den Begriff. Dies gilt etwa für Regelungen des Steuerrechts oder des Familienrechts mit Auslandsbezug, die nur an einen Wohnsitz anknüpfen.
Gegenstand des Ausländerrechts können Bestimmungen über das Reisen, die Niederlassung, die Erwerbstätigkeit, die Integration, die soziale Sicherung und das Steuerrecht sein.
Der Begriff Ausländer- oder Fremdenrecht wird wegen seiner negativen Konnotation heute immer weniger verwendet und zunehmend durch Aufenthaltsrecht oder Migrationsrecht ersetzt. Der Nachfolger des 2004 in Deutschland außer Kraft getretenen Ausländergesetzes heißt Aufenthaltsgesetz.

## Nationales und Supranationales

### Europäische Union und EFTA

Gemeinsamer Markt aus EU Mitgliedern und EFTA-Staaten

Das Recht der Europäischen Union enthält zahlreiche ausländerrechtliche Regelungen:
- Im so genannten Schengen-Recht, das seit Inkrafttreten des Amsterdamer Vertrages Teil der Rechtsordnung der EU ist, werden der Grenzübertritt und die Grenzkontrolle sowie – für Aufenthalte von bis zu 90 Tagen je 180 Tage – das Visum-Recht und das Recht des Aufenthalts von Drittstaatsangehörigen geregelt. Dabei sind die Listen der für Kurzaufenthalte visumpflichtigen und visumfreien Staatsangehörigen in einer für den Schengen-Raum einheitlichen Vorschrift, und zwar in der Verordnung (EU) 2018/1806 (EU-Visum-Verordnung) enthalten.
- Das Recht der Unionsbürger und ihrer Familienangehörigen, sich innerhalb der EU frei zu bewegen und aufzuhalten, ist Gegenstand des EG-Vertrages, der Richtlinie 2004/38/EG und weiterer Rechtsvorschriften.
- Die Erteilung von Visa für die Durchreise und einen Aufenthalt von maximal 3 Monaten regelt der Visakodex.
- Die Kriterien und Verfahren zur Bestimmung des Mitgliedstaates, der für die Prüfung eines von einem Drittstaatsangehörigen in einem Mitgliedstaat gestellten Asylantrages zuständig ist, sind in der so genannten Dublin-II-Verordnung, der Verordnung (EG) Nr. 343/2003, festgelegt. Des Weiteren enthält das Recht der EU weitere Bestimmungen zum Asylrecht, wie etwa die Verordnung (EG) Nr. 2725/2000, die das System „Eurodac“ einrichtet, das dem systematischen Abgleich von Fingerabdrücken von Asylbewerbern dient und verhindern soll, dass in mehreren EU-Staaten von denselben Personen Asylanträge gestellt werden.
- Zahlreiche weitere Richtlinien aus den Jahren 2003 und 2004 betreffen ebenfalls die Migrationspolitik, etwa das Recht auf Familienzusammenführung, der langfristig aufenthaltsberechtigten Drittstaatsangehörigen, der Opfer des Menschenhandels, der Studenten, der Forscher usw. Des Weiteren hat die EU Rückführungsübereinkommen mit Drittstaaten geschlossen und regelt teils gemeinsam die migrationspolitische Zusammenarbeit mit auswärtigen Staaten (vgl. die Übersicht über das geltende Gemeinschaftsrecht in diesem Bereich (Memento vom 19. Juni 2006 im Internet Archive)).

Mit der Vaduz-Konvention wurde im Jahr 2001 zwischen den EFTA-Staaten Island, Liechtenstein, Norwegen und Schweiz die Freizügigkeit, Niederlassungsfreiheit, freier Zuzug und freie Wohnsitzwahl vereinbart. Die Bürger nordischer Länder und Liechtenstein sind denen von EU-Mitgliedsländern in diesen Punkten als EFTA-Mitglieder gleichgestellt. Mit der Schweiz bestehen seit 1999 bilaterale Abkommen, da diese den EFTA-Beitritt noch nicht ratifiziert hat.
Bürger innerhalb des gemeinsamen europäischen Marktes dürfen somit in jeden Mitgliedsstaat einreisen und sich dort aufhalten, auch wenn sie keiner Erwerbstätigkeit nachgehen. Das Aufenthaltsrecht und die Einwanderung von Unionsbürgern ist einer autonomen rechtlichen Regelung und Steuerung durch die einzelnen Mitgliedsstaaten somit kaum zugänglich.

### Ausländerrecht in Deutschland
Die gesetzlichen Grundlagen, die die Einreise und den Aufenthalt von Ausländern in der Bundesrepublik Deutschland betreffen, sind seit dem 1. Januar 2005 im Aufenthaltsgesetz (AufenthG) und für EWR-Bürger im Freizügigkeitsgesetz/EU (FreizügG/EU) enthalten. Beide Gesetze wurden als Artikel 1 und 2 des Gesetzes zur Steuerung und Begrenzung der Zuwanderung und zur Regelung des Aufenthalts und der Integration von Unionsbürgern und Ausländern (Zuwanderungsgesetz) erlassen, das daneben weitere Gesetzesänderungen enthält.
Das Aufenthaltsgesetz regelt vor allem den Aufenthalt von Drittstaatsangehörigen.
Regelungsgegenstände sind
- die Einreise- und Aufenthaltsvoraussetzungen (§§ 3–5 AufenthG),
- Erteilung und Versagung von Aufenthaltstiteln (§ 5, § 11 Abs. 1 Satz 2 AufenthG) unter Berücksichtigung der in §§ 16–38 AufenthG genannten Aufenthaltszwecke,
- den Widerruf von Aufenthaltstiteln (§ 52 AufenthG),
- die Zurückweisung an der Grenze (§ 15 AufenthG),
- den Eintritt der Ausreisepflicht (§§ 50, 51 AufenthG) sowie
- Straftaten und Ordnungswidrigkeiten (§§ 95–98 AufenthG).

Zur Konkretisierung des Aufenthaltsgesetzes ermächtigt der Gesetzgeber in § 99 AufenthG das Bundesministerium des Innern als Exekutive zum Erlass einer Aufenthaltsverordnung (AufenthV). Diese regelt u. a.
- Passersatzpapiere (§§ 3–13 AufenthV),
- die Befreiung von der Passpflicht (§ 14 AufenthV),
- Befreiungen vom Erfordernis eines Aufenthaltstitels (§§ 16–30, 41 AufenthV),
- das Visumverfahren (§§ 31–38 AufenthV),
- Gebühren für Passersatz, Visum, u. a. (§§ 44–54 AufenthV),
- ausweisrechtliche Pflichten (§§ 55–57 AufenthV),
- Vordruckmuster für Ausweise und Aufenthaltstitel (§§ 58–61 AufenthV),
- Führung bestimmter Dateien (§§ 62–70 AufenthV),
- Ordnungswidrigkeiten (§ 77 AufenthV).

Darüber hinaus wird in § 42 AufenthG das Bundesministerium für Wirtschaft und Arbeit zum Erlass der Beschäftigungsverordnung (BeschV) ermächtigt, in der Fragen der Arbeitserlaubnis für Ausländer geregelt werden.
Das Anerkennungsverfahren von Asylbewerbern regelt das Asylgesetz. Während das materielle Asylrecht aus Art. 16a GG folgt, bestimmt sich die Flüchtlingseigenschaft nach den §§ 3 ff. AsylG und der subsidiäre Schutz nach § 4 AsylG. Nach dem AsylG bestimmt sich auch der Aufenthaltsstatus der Flüchtlinge während des Anerkennungsverfahrens (§ 55 AsylG). Die Erteilung eines Aufenthaltstitels für einen unanfechtbar anerkannten Asylberechtigten oder Flüchtling ist in § 25 Abs. 1 und 2 AufenthG geregelt.
Im AZR-Gesetz sind Vorschriften zur Führung des Ausländerzentralregisters enthalten.
Zur Durchführung des Ausländerrechts wurden im Geschäftsbereich des Bundesministeriums des Innern erlassen:
- Aufenthaltsverordnung (AufenthV)
- AZRG-Durchführungsverordnung (AZRG-DV)
- Integrationskursverordnung (IntV)
- Integrationskurstestverordnung (IntTestV)

und im Geschäftsbereich des Bundesministeriums für Arbeit und Soziales
- Beschäftigungsverordnung (BeschV).

Das deutsche Steuerrecht enthält im Allgemeinen keine Unterscheidungen nach der Staatsangehörigkeit, was den Grund dafür bildet, dass in den Formularen für Steuererklärungen die Staatsangehörigkeit nicht angegeben werden muss.

### Fremdenrecht in Österreich
In Österreich ist das Fremdenrecht im
- Niederlassungs- und Aufenthaltsgesetz (NAG),
- Fremdenpolizeigesetz 2005 und im
- Asylgesetz 2005

geregelt.

### Ausländerrecht in der Schweiz
In der Schweizerischen Eidgenossenschaft wird das Ausländerrecht vor allem im Bundesgesetz über die Ausländerinnen und Ausländer (AIG) geregelt.
Seit Mitte des 20. Jahrhunderts hat sich das Ausländerrecht in bedeutendem Maße weiter ausgebildet. Ermessenstatbestände im Ausländerrecht wurden zurückgedrängt, und die Grundrechte gelten – mit wenigen Ausnahmen, insbesondere auch, was die politische Mitbestimmung betrifft – für alle sich in der Schweiz aufhaltenden Personen.